# Тадич, Новица
Новица Тадич (серб. Новица Тадић; 17 июля 1949, Смриечно, Плужине, Черногория — 23 января 2011, Белград) — сербский поэт.

## Биография
Окончил философский факультет Белградского университета. Работал в литературных журналах. С 2007 полностью занимался литературой.
На английский язык стихи Тадича переводили Чарльз Симик, Андрей Кодреску и др.

## Книги
- Присутствие/ Присутства (1974)
- Смерть в кресле/ Смрт у столици (1975)
- Глотка/Ждрело (1981)
- Жар-птица/ Огњена кокош (1982)
- Поганый язык/ Погани језик (1984)
- Предмет насмешек/ Ругло (1987)
- О брате, сестре и облаке/ О брату, сестри и облаку (1989)
- Ястреб-перепелятник/ Кобац (1990)
- Улица/ Улица (1990)
- Напаст (1994)
- Пряности/ Потукач (1994)
- Непотребни сапутници (1999)
- Птичьи крылья/ Окриље (2001)
- Тамне ствари (2003)
- Неведомое/ Незнан (2006)
- Ђаволов друг (2006)
- Лутајући огањ (2007)

## Признание
Премии Змая (1994), Васко Попы, Меши Селимовича (2006) и др.